# Killer Croc
Killer Croc és un superdolent de ficció que apareix en còmics publicats per DC Comics, normalment com un adversari del superheroi Batman. Killer Croc pertany al col·lectiu d'adversaris que formen la galeria de malvats clàssics de Batman.
El personatge té una condició genètica rara que li dona un aspecte similar al cocodril. El nom real de Killer Croc és Waylon Jones, un lluitador de fira que es va convertir en un criminal i animalista a Gotham City. Killer Croc apareix al cinquè volum de la sèrie de còmics Suicide Squad, en què és un membre recurrent de l'equip i del que Enchantress n'està interessada.
El personatge s'ha adaptat a diversos suports amb Batman, incloent sèries de televisió animades, pel·lícules, videojocs i novel·les. Adewale Akinnuoye-Agbaje interpretà Killer Croc al 2016 a la pel·lícula de DC Extended Universe L'esquadró suïcida.

## Biografia del caràcter fictici

### Pre- crisi
El nom real del personatge és Waylon Jones, nascut amb una forma d'atavisme que li va impartir trets reptilians. Va ser criat per la seva tieta, una maltractadora alcohòlica que li va anomenar noms com "llangardaix" i "monstre reptilià". Croc va acabar matant la seva tia i es va convertir en un criminal a la ciutat de Gotham. Després de cometre diversos assassinats, es va enfrontar contra Batman i el nou Robin, Jason Todd, que el va derrotar.
En aquestes aparences originals, abans de la Crisi , Killer Croc s'assemblava a un home construït poderosament i cobert completament en escales de verd, però encara era bàsicament humà en les seves proporcions facials. També es va representar originalment com matant als pares de Jason Todd (després es va tornar a connectar per fer de Two-Face el seu assassí). La seva aparença i la seva personalitat s'han convertit en cada cop més bestials, explicats als còmics que la seva malaltia l'ha robat lentament de tots els trets humans identificables. En les seves aparicions més recents, té el musell i la cua allargats.

### Post-Crisis
Killer Croc va escapar de la custòdia i va venjar-se de Harvey Bullock i altres dos criminals que el van fer a la presó. Batman el va assabentar i Croc va patir una ràbia homicida. Quan es van construir nous túnels d'aigua, que inundarien la nova llar de Killer Croc, aparentment Croc es va sacrificar per retenir l'aigua quan finalment estiguessin oberts.
En realitat, Croc va ser enterrat sota runes i va ser alliberat de la seva presó per desguassos de tempesta. Killer Croc va sobreviure a les rates i va estar aïllat durant mesos, conduint-lo encara més a la bogeria. Croc va patir una gran rebel·lió després d'un enfrontament amb un vagant i Croc va acabar en un centre comercial. Després de llançar diversos cops a Croc, Batman es distreu amb una visió de Bane. Croc llavors agafa Batman i intenta trencar-se l'esquena. Falla i Bane es posa contra Croc trencant-se els braços. Després es torna a posar a l'Asil Arkham.
Quan Bane trenca els interns de l'Archham Asylum de la saga Knightfall, Croc intenta venjar-se de Bane. Mentre es troba a les clavegueres, ensuma a Bane i es dirigeix al seu darrere, i els dos es barallen a l'altre damunt d'un rebost. Bane trenca casualment un dels braços de Croc, però Croc continua lluitant fins a la repisa que estan aturades i els dos cauen a les clavegueres. La lluita acaba com un empat. Posteriorment, Croc torna a atacar els molls per intentar atraure a Robin, però és derrotat per Dick Grayson (ara actua com Batman després que Bruce derrotés Valley abans de prendre el temps d'autoanàlisi) sense adonar-se que s'enfronta a un nou Batman. Killer Croc és deixat a la policia en una xarxa de pesca contagiada amb un braç trencat.
En una història que es va produir al Batman # 521-522, Croc és cridat per una força paranormal per sortir d'Arkham i dirigir-se als pantans de Louisiana. Batman el segueix allà, només per trobar que la misteriosa força és en realitat la Cosa del Pantà, que ofereix a Croc un lloc al pantà on finalment pot cedir-se al seu costat animal, viure lliure de persecucions humanes i viure una vida tranquil·la i alegre.
Killer Croc ha aparegut a la història de Hush i al seu seguiment cronològic, Broken City. En el primer, està infectat amb un virus que augmenta considerablement la taxa de devolució, "supervisant" un segrest de Hush abans que Batman el derroti; això proporciona la primera pista que Batman fa que algú altre orquestri esdeveniments, ja que sap que Croc és massa estúpid per intentar un esquema complex com un segrest. Tot i que Killer Croc es va restablir breument a la seva forma original, el Barreter Boig, sota les ordres de Black Mask, va implantar Killer Croc amb un dispositiu que el feia fidel a Black Mask i provocà el retorn del virus. Batman va alliberar Croc del control de la màscara negra. Croc va intentar venjar-se de l'Ossor Mad, però va ser detingut per Batman. Croc després es va escapar.
Al Detective Còmics #810, del 2005 , Killer Croc intenta curar el seu estat. Quan la metgessa falla, Croc la devora i es retira a les clavegueres, fent venjança a Batman i a la Black Mask.
A Infinite Crisis, Croc es converteix en membre de la Secret Society of Super Villains de Alexander Luthor, Jr..
Un any després, durant la història de Face the Face, es demostra que Killer Croc s'havia alimentat del cos mort d'Orca. A continuació es presenta a Countdown on es deslliura dels seus grillons a Arkham Asylum i intenta matar Jimmy Olsen, que utilitza els poders elàstics per escapar. Killer Croc és llavors superat.
Més tard és vist entre els supervil·lins exiliats a la Salvation Run. Després que el Martian Manhunter hagi estat derrotat i empresonat en una gàbia ardent, Croc suggereix que se'l menjarà. Lex Luthor, però, ho prohibeix.
Durant la història de la Final Crisis, a Killer Croc es pot veure com el membre de la Societat secreta de Super Vila de Libra. Killer Croc es converteix més tard en un justificador.
A la història de Battle for the Cowl, Killer Croc és reclutada per un nou Black Mask per formar part d'un grup de vilans amb l'objectiu de fer-se càrrec de Gotham i Bludhaven.
Durant els esdeveniments del Brightest Day, Killer Croc és alliberat intencionadament de la seva cel·la per un guàrdia que Osiris mata quan Deathstroke i la seva banda de titans s'infiltren a Arkham. Mentre intenta fugir de les instal·lacions, és atacat per Osiris que commou Killer Croc pel seu antic enemic Sobek.

### The New 52
En la continuïtat del reinici de DC de 2011 de The New 52, Killer Croc s'ha establert que va lluitar contra Roy Harper a Hell's Kitchen en un flashback vist a Red Hood and the Outlaws. A continuació, Roy fa referència a ell, ja que és el patrocinador actual de Roy per l'alcoholisme en el moment en què Roy estava en un bar amb Jason Todd. Roy només té aigua potable, però sap que Waylon ho desaprovarà.
Durant la història del 2013-2014 "Forever Evil", Croc va començar a governar sobre la classe baixa de Gotham. Assassina un equip SWAT corrupte que va assassinar a una de les poques persones que li eren agradables. Quan el sindicat del crim envaeix la Terra, Croc es fa càrrec de la torre Wayne. Es troba enfrontat pel vilà Bane, que injecta a Croc amb Venom, convertint a Croc en un gegant hulking, a qui Bane després derrota.
Mentre s'institucionalitza a Arkham, Killer Croc coneix Sybil Silverlock, una dona amb trastorn de doble personalitat. Es vincula amb la seva personalitat més suau, i ella li mostra una imatge de la seva filla Olive. Sybil li promet tenir cura d'Olive si alguna vegada en surt. Després de la destrucció d'Arkham Asylum, Killer Croc s'escapa i viatja a l'Acadèmia Gotham, on vetlla per Olive, i li parla sobre la seva mare, que va resultar comatosa per la destrucció de l'asil. Després que Batman els enfronti, Olive i Killer Croc s'escapen a un pantà. Abans de separar-se, ell li diu que, si és com la seva mare, vingui a trobar-lo un dia.
Recentment va ajudar a Harley Quinn i els seus amics a lluitar contra una colla d'altres vilans de Batman a Coney Island.

### DC Rebirth
A les pàgines de Suicide Squad, Killer Croc i la Squad continuen amb una missió per recuperar un "tema còsmic" d'una presó submarina russa, revelat que és un portal per a la Zona Fantasma i es troben cara a cara amb el general Zod. Ataca l'esquadra i, quan va veure a Zod a punt de matar June Moone / Enchantress, Croc la salva a temps. Després de la missió, de nou a les seves cel·les, June Moone i Croc mantenen una conversa sincera i s'abracen mútuament. Killer Croc i June Moone gaudeixen de Nova York i decideixen explorar el seu romanç en el futur. Croc l'anima a intentar-ho, però més tard expressa por i va vessar llàgrimes que ell la perdrà si aconsegueix aconseguir el seu somni. L'enrenou de l'Enchantress a la ciutat de Nova York dura fins que es revela que es tracta d'un editor d'una empresa de revistes que va rebutjar el juny. Després de ser convençut per Croc per reevaluar-la, va decidir donar-li algun treball autònom. Animat per les accions de Waylon, June regna a l'Enchantress i agraeix el seu amor per ajudar-la.
A l'arc de Shock i Awe, el govern ha ordenat que tots els presoners transferissin la presó de la nova ubicació inclosa la Suicide Squad. La força Moone de June es separarà pel seu amant just abans de la primavera de Croc per intentar salvar-la fins que Katana amb una espasa Soultaker li digui que segueixi caminant res, no pot fer-la veure que se la va emportar i li diu que no pot viure sense ell. No fa gaire quan Rick Flag torna a portar la plantilla a Washington DC La Wall Task Force X ha arribat, necessiten passar persones que posseeixen, i s'aconsegueix que Croc elèctric tingui una marca de cremades a l'esquena encara traumatitzades en les seves darreres missions llançades fora de la gent. Quan Enchantress veu que el seu príncep de carbó es va ferir, va comunicar a la gent que es desconeix en un lloc desconegut i li va dir que sempre us protegeix. Wall ha arribat els va dir que sabia allò dolent que podia succeir, més que els va explicar com matar-los mitjançant el portal digital 3-D i les mans creautre van aconseguir que June Moone la va arrossegar cap avall. El rellotge de Croc va atacar a l'atac de llançament de terror. Va ser disparat a diverses vegades i encara el va agafar cops de puny, només el mantindrà un cop de puny fins que va quedar atrapat fins a gairebé tota la seva mort.
Wall escapar de la batalla després de descarregar el fitxer que posseeix la gent s'ha revisat si no s'ha de ferir res, però Croc en el magre Harley comprova si diu bé "no és màgia". Dos dies més tard, a la cel·la, Croc arrossega la seva lluentor mentre plora, i es va trencar amb llàgrimes. Juny Moone va morir "la mort" Rick els va dir que Moone només que ell no ho veia tan monstruós.
A la sèrie de Harley Quinn, Killer Croc es va unir als plans del Pinguin per prendre el control de Nova York, però es va dirigir pel seu compte per prendre Coney Island, i va revelar que estava exposat allà en un programa freqüent quan un nen expediava els altres vilans. Després que tot fos enderrocat, Harley el va convèncer per unir-se al seu costat i ajudar-lo a retirar-ho tot del Pingüí.
Killer Croc, ara donat de baixa de la brigada suïcida i intentant trobar feina a Monstertown. La seqüència Croc no introdueix realment res de valor i algunes de les maniobres argumentals aquí són evidents. El recepcionista de l'hotel Croc, Tusk, li ofereix entrades gratuïtes per a l'òpera que declina ràpidament. A l'habitació de l'hotel, Croc va agafar una fama de fotografia desconeguda, mentre que la sonda June Moone vol dir que realment troba a faltar que no sap, encara que ella encara va sortir de l'infern.

### Batman: Barcelona, el cavaller i el drac
El 2009 es va publicar la història Batman: Barcelona, el cavaller i el drac, en que Killer Croc, actuant com una reencarnació del drac de Sant Jordi, està cometent assassinats en sèrie de noies joves de Barcelona, i hi apareixen la Casa Batlló, la Sagrada Família i el Museu Nacional d'Art de Catalunya. Batman hi lluita, amb una batalla final a les Rambles durant la Diada de Sant Jordi.
El còmic el va escriure el nord-americà Mark Waid i el va dibuixar i entintar el català Diego Olmos. El color va anar a càrrec de Marta Martínez García (aleshores resident a Barcelona) i la coberta a càrrec Jim Lee. A Catalunya es va publicar en cartoné però als Estats Units en rústica. Va sortir al mercat al Saló del Còmic de Barcelona del 2009, i es publicà també en italià, anglès i castellà.

## Poders i habilitats
La història de Killer Croc explica que va néixer amb una condició semblant a una hiperqueratosi epidermolítica, un trastorn de la pell desfigurant. No obstant això, en realitat és una forma d'atacisme regressiu , el que significa que ha heretat trets d'espècies ancestrals de la raça humana, com els rèptils . Aquesta condició s'ha vist incrementada per la presència d'un metagè. En conseqüència, té diverses habilitats físiques extraordinàries relacionades amb la seva resistència, velocitat i força, fent-lo capaç de pujar fins a dues tones.
La seva pell s'endureix fins al punt que és gairebé impenetrable amb les formes d'abrasió ordinàries, incloses armes d'alt calibre disparades des de distància. També té una fortalesa extraordinària; per exemple, va poder arrancar una porta de volta de banc de les seves frontisses amb un mínim esforç. Ha demostrat poders regeneradors, que li permeten curar i restaurar les extremitats i les dents perdudes. Posseeix reflexos i velocitats sobrehumanes, sobretot mentre es mou sota l'aigua. Killer Croc també té un millor olfacte. Un cop es familiaritza amb l'olor d'una persona, pot localitzar-la a quilòmetres de distància. A mesura que el seu aspecte i la seva personalitat creixen cada cop més bestials, la seva misantropia augmenta notablement. És gelós i odiós amb les persones "normals" i sol provocar violentament sense provocació. Com a resultat d'aquests sentiments de gelosia, Croc sovint s'entretindrà agafant-se de petit, senyalant objectes com a font de confort.
La principal debilitat de Croc es mostra constantment en la majoria de les adaptacions, a part de la sèrie de Batman, com el seu baix intel·lectual. Generalment recorre a la força bruta per resoldre la majoria dels problemes, permetent que Batman el superi en lluita pensant en els seus problemes per derrotar al poderós Croc. Batman descriu regularment el seu enemic com un animal més que un home. Actua gairebé únicament per l'instint i gairebé mai no pren el temps per planificar o racionalitzar les seves accions.

## Redisseny del personatge
En els últims anys, Killer Croc ha estat retratat com a molt més reptilià que en les encarnacions passades. Una figura d'acció feta per Kenner el 1998 tenia una cua i uns peus semblants als dinosaures . Quan Mattel va obtenir la llicència per a fabricar productes DC a principis dels anys 2000, van publicar la seva pròpia versió de Killer Croc, esculpida per Four Horsemen Studios. Aquesta versió també incloïa peus de cua i dinosaures. A finals del 2005, es va modificar el realliberament d'aquesta figura de manera que es va treure la cua, juntament amb la camisa. Aquesta versió també porta un cap més "humà".
La història de Batman de 2002-2003 , Hush presentava un Croc més bestial que havia estat mutat contra la seva voluntat de semblar més reptilià. Aquesta versió del personatge va ser dibuixada per l'artista Jim Lee.ç
A The New 52, se li demostra que tenia un cap semblant a un cocodril, tot i que com encara no s'ha revelat. Aquest disseny havia aparegut anteriorment a Red Hood and the Outlaws, dibuixat per Kenneth Rocafort.

## Altres versions

### Joker
A la novel·la gràfica no canònica, Joker, escrita per Brian Azzarello i l'artista Lee Bermejo, Croc apareix com un home negre, gran i musculós, amb una pell cutània. De tots els seus dissenys anteriors, aquest és el més humà, sense musell, cua ni arpes. El llibre fa pensar que a Croc li agrada alimentar-se de la carn humana, amb el narrador de la història, Jonny Frost, remarcant que Croc "té una certa ... forma excèntrica amb evidències". Es mostra a Croc que lidera una colla de matons i més tard es converteix en un membre d'alt nivell de la nova banda de Joker. Aquesta visió del personatge no és diferent a la del treball anterior d'Azzarello a Batman, Broken City.

### Batman Beyond
Al còmic Batman Beyond, es menciona a Killer Croc com a presoner en una instal·lació de Cadmus Labs; la seva cèl·lula és breument atacada pel nou Hush, un clon de Dick Grayson, quan Hush escapa de les instal·lacions abans que decideixi abandonar-se. Un altre funcionari de Cadmus més tard contempla alliberar Croc per atraure Hush, però Amanda Waller rebutja la idea, a causa del potencial de danys col·laterals.

### Batman/Aliens
En el crossover Batman/Aliens 2, Killer Croc forma part d'un experiment de l'orientat oficial d'operacions negres Doctor Fortune per crear soldats híbrids mitjançant l'ADN dels extraterrestres i l'ADN d'alguns dels bandits de Batman, amb l'esperança de aprofitar els trets genètics dels vilans. supervivència sense el seu trauma psicològic. No obstant això, el seu ús de Croc resulta ser la seva desfeta, ja que Batman observa que Croc es va convertir en malvat perquè era naturalment despietat, en lloc de ser sotmès a qualsevol tipus de trauma, i això va provocar que l'híbrid Croc / Alien es va estripar el cap de Fortune abans que Batman es dirigís. ofegar-la després de destruir la seva base fora de la costa.

### Batman: Crimson Mist
A Batman: Crimson Mist, Killer Croc comença com un famós assassí en sèrie que atacava les clavegueres de Gotham, unint - se més tard a la banda de Two-Face com a múscul. Davant l'amenaça que el vampir Batman atropellés i matés els seus oponents, Killer Croc i Two-Face formen una aliança amb el comissari Gordon i Alfred Pennyworth per atrapar Batman a la Batcova i exposar-lo a la llum del sol (tot i que Croc va contemplar breument només deslligar-se físicament de Batman abans que els altres assenyalessin que era massa ràpid per a Croc, el vampir Batman demostrant més que un partit per ell físicament quan van participar en un combat de prop del quart). malgrat el seu estat físic desbarat) Tot i que Croc i Two-Face intenten matar a Gordon i Alfred quan Batman es creu mort, Alfred és capaç d'ajudar el seu antic amo a recuperar-se sacrificant la seva vida i la seva sang per donar a Batman la força per detenir els últims criminals de Gotham. Amb el sacrifici d'Alfred, Batman empalma a Croc amb una estalactita, comentant que Croc pot mantenir la seva sang freda, gràcies al sacrifici d'Alfred per haver deixat la gana de moment.

### Flashpoint
En el calendari alternatiu de la història del "Flashpoint" del 2011 , Killer Croc va segrestar la gent de Gotham i els va empresonar a la claveguera. Llavors Batman va arribar i va atacar Killer Croc. Killer Croc va estar a punt de atacar-se a Batman, però Batman li va apunyalar al cap amb el seu propi matxet. Batman va rescatar la gent que Killer Croc havia empresonat.

### Batman: Earth One
Al segon volum de la sèrie Batman: Earth One, en contrast amb la versió de la continuïtat del corrent principal, Waylon Jones apareix benigne i no és caníbal, i el mediàtic ha batejat com a "Killer Croc" per la seva condició de ictiosi. La seva mare el va vendre al Haly's Circus quan era un nen, i es va veure obligat a actuar allà fins que se li escapà. Jones s'amaga al sistema de clavegueram de Gotham per por a les discriminacions de la societat pel seu trastorn genètic. Ajuda a Batman a localitzar l'amagat subterrani de Riddler i, després, ajuda la seva lluita contra el vilà. Batman ofereix a Jones un lloc a Wayne Manor, a més d'ajudar-lo a trobar una cura per al seu estat, i li demana ajut per trobar una localització per establir el seu propi amagatall desprès de la seva experiència amb Enigma.

### Injustice: Gods Among Us
Killer Croc apareix al còmic de preqüela Injustice: Gods Among Us, observa l'argument entre els herois en silenci fins que Cyborg ataca enfadat a Batman després de descobrir el virus que havia penjat a ell durant la seva primera reunió, amb Croc comentant que és "bastant malvat". Quan Harley Quinn allibera tots els interns per atacar els herois, Croc es dirigeix directament per Batman, evitant que el Cavaller Fosc anés en ajuda del seu fill Robin mentre és arrossegat per terra per Solomon Grundy. A Croc es veu a continuació sostenint Batman mentre el Riddler es prepara per aixafar el crani amb una gran roca. Roldler és assolit per Green Arrow i Croc és enviat a Batman amb un cop de cap de Batman. En la preqüela d'Injustice 2, Croc és ara membre de la Suicide Squad. Quan l'Esquadró és presa per Ra's, ell i Orca són utilitzats com a cops forts per a la seva conquesta global. Més tard es casa amb Orca després que ella quedés embarassada del seu fill.

### Batman '66
Batman '66 presenta una versió de Killer Croc en la realitat de la sèrie de televisió de 1966. Aquesta versió de Waylon Jones va ser un referent del rei Tut i va beure un elixir que el va transformar en el monstre reptilià Killer Croc. Fa servir la seva nova força per cometre diversos crims a Gotham. Batman i Robin interroguen la seva xicota Eva i descobreixen que està en el seu pla de convertir-se en el senyor del crim més gran de Gotham. El persegueixen a la claveguera, on derroten a Croc i el lliuren a la policia.

### Tiny Titans
Killer Croc va ser un personatge recurrent de la sèrie infantil Tiny Titans rebatejat amb el nom de "Kroc". Va ser representat sovint causant problemes per mostrar-se, i les seves accions grolloses i desordenades sovint es comparaven amb la neteja i la neteja d'Alfred.

### DC Bombshells
A la continuïtat de les DC Bombshells, Killer Croc resideix a la Belle Reeve Manor House de la badia de Louisiana amb el Coven (Batgirl, Enchantress, i Ravager), tot el que solia datar en un moment. Els quatre ajuden ocasionalment a altres de les poblacions properes, utilitzant pocions i verins per als que han estat perjudicats pels homes. Quan Francine Charles arriba amb una oferta d'Amanda Waller, aquest accepta ajudar-la a convèncer el Pacte perquè porti a Waller la seva oferta. Els quatre i Francine acaben formant el grup de suïcides de Waller. Aquesta versió era antigament un jove guapo que es va transformar en un monstre de cocodril a partir de la màgia de l'Enchantres.

### Batman/Teenage Mutant Ninja Turtles
Killer Croc sembla intentar robar el Batmobile per treure'n profit, però passa per les clavegueres on les Teenage Mutant Ninja Turtles ataquen i el derroten després que ell sense saber-ho envaeixi la seva llar.

### Batman: White Knight
Killer Croc apareix a la sèrie 2017: Batman: White Knight aparellat amb Baby Doll. Tots dos, juntament amb diversos altres vilans de Batman, són enganyats per Jack Napier (que en realitat era un Joker que havia estat alimentat per una sobredosi de pastilles per Batman, cosa que el curava temporalment de la seva bogeria) per beure begudes que tinguessin. ha estat cordat de partícules del cos de Clayface. Això es va fer perquè Napier, que utilitzava la tecnologia del Barreter Boig per controlar Clayface, pogués controlar-los mitjançant la capacitat de Clayface de controlar parts del seu cos que havien estat separades d'ell. A continuació, Croc i els altres vilans s'utilitzen per atacar una biblioteca, que el mateix Napier va ser instrumental per construir en un dels districtes més pobres de Gotham.

## En altres mitjans

### Televisió
- Killer Croc apareix en diverses sèries de televisió al DCAU::
  - El personatge apareix per primera vegada a Batman: The Animated Series, doblat per Aron Kincaid . "Killer Croc" Morgan és un antic lluitador professional que es va convertir en criminal. En aquesta sèrie, se li dóna una pell grisenca, enfront del verd normal. Apareix per primera vegada a "Vendetta", on intenta exactament venjar-se dels responsables del seu empresonament, inclòs el detectiu Harvey Bullock. Tot i això, finalment és detingut per Batman. Croc apareix més tard a "Sideshow", on escapa d'un transport penitenciari de trens i s'aventura a les muntanyes. Allà, topa amb un grup d'antigues atraccions, que el porten a causa que Croc també sigui un “show freak”. Però Batman segueix el seu rastre i el segueix, acabant per capturar-lo de nou. A "Gairebé m'importa"", Es revela que Killer Croc és un membre del joc de pòquer dels vilans, format per Poison Ivy, el Pingüí, Two-Face  i el Joker. Explica una història de llançar una roca a Batman com el seu esquema més proper per matar Batman, defensant l'esquema amb "era una gran roca". Al final, es revela que aquest Croc és Batman disfressat. A "Trial", els vilans d'Arkham Asylum organitzen el seu propi judici pels "crims" de Batman contra ells, i Killer Croc va ser assignat a custodiar Batman, tot i que aquest últim encara va aconseguir escapar. A "Bane", Croc i la seva banda es posen a la mà, però es troben davant de Batman i Robin, mentre que Croc fa la seva escapada a les clavegueres, però és emboscat i sotmès per el supervisor Bane, abans de ser retornat a la presó.
  - Killer Croc torna a The New Batman Adventures, ara doblat per Brooks Gardner. Ell, juntament amb els altres personatges, ha estat renovat, presentant ara una construcció més gran amb escales i pell verdes, arpes, tres dits de peu i quatre dits, fent-lo semblar encara més reptilià. A l'episodi "Love is a Croc", surt d'un jutjat de Gotham després del seu judici per assassinat de primer grau i intenta escapar, fins que és confrontat i sotmès a Batman. El criminal Baby Doll després el separen d'una escorta de presó, i els dos després formen una aliança i es retiren a l'amagatall de Croc a les clavegueres. Després comencen a cometre delictes junts, passant a ser coneguts com "Bonnie i Clyde" de Gotham. Però tot i que Baby Doll s'enamora d'ell, ella sent que Croc es jacta de manipular-la per aconseguir els seus propis objectius. Enfurismat, ell enganya a pensar que pensaven mantenir la rescussió de la ciutat amenaçant de fer explotar una central nuclear. En realitat, l'objectiu de Baby Doll era sobrecarregar el reactor i matar-se a ella mateixa, a Croc i a tot Gotham. Tot i això, Batman i Batgirl arriben i aconsegueixen evitar que el reactor arribi a massa crítica. Croc després persegueix Baby Doll i es prepara per matar-la, només per ser detingut pel Dark Knight. Quan Croc i Batman es barallen, el vilà és ferit i assotat quan va buscar les canonades d'aigua calenta. Fa la seva última aparició a l'episodi "Judgment Day", on se li veu intentar que el Pingüí tanqui les joies robades, només per ser enganyat. Més tard, Killer Croc és atacat per un vigilant conegut com a Jutge, mentre Croc roba un camió blindat. Croc és colpejat greument pel jutge, que després el llança d'un pont. Afortunadament per a Killer Croc, Batman és capaç de rescatar-lo al moment.
  - A l'episodi de Batman Beyond, "Terry's Friend Dates a Robot", una rèplica androide de Killer Croc combat el nou Batman de manera simulada. L'escriptor San Berkowitz originalment tenia previst recuperar Croc per a l'espectacle, ja que els rèptils tenen una vida llarga, cosa que implica que Croc encara podria estar actiu després de 50 anys, però la idea es va deixar per algun motiu.[25] Tot i que el personatge no apareix físicament a la sèrie, quan li va preguntar sobre el destí de Croc, el creador de l'espectacle Paul Dini va declarar que Croc estava farcit i es va muntar a l'exposició a l'ala del rèptil del Museu Americà d'Història Natural.[26]
  - A Batman Beyond: Return of the Joker un maniquí de Croc és considerat com Bruce com a pràctica diana per als batarangs per Bruce.
- Killer Croc apareix a The Batman, doblat per Ron Perlman. En aquesta versió, Croc és encara més reptilià i similar als cocodrils que les versions anteriors; té un Cajun accent i cua, tot i que també demostra un intel·lectual més gran i és molt més sa i no canibalista que les interpretacions tradicionals del personatge, a causa del seu pla per robar diners inundant el centre de Gotham revertint les bombes dissenyades per drenar els canals de Gotham en ocasions. d'inundacions. Sembla ser molt més fort que Batman, i molt com un cocodril, és capaç de mantenir-se sota l'aigua durant llargs períodes. Els seus orígens es desconeixen majoritàriament, Croc aportant poques proves sobre el seu passat més enllà del seu accent Cajun, tot i que un dels seus marxots diu a Batman que hi ha diferents rumors: que és genètic experimenta malament qui es va convertir en mercenari, que tracta amb la classe equivocada de màgia vudú en els pantans, o que simplement és un freak de circ (mai no s'explica quina, si n'hi ha, és certa). Va reclutar tres criminals (dos dels quals es coneixen en els crèdits com a Vic i Freddy) com a pols per ajudar-lo a inundar la ciutat de Gotham. Té dos cocodrils per a mascotes que pot comandar. Batman després el va privar del subministrament d'aire suficient per ser enderrocat i va deixar que la policia l'arrestés a ell i al seu marmotista (tot remarcant que “a Crocs pot agradar l'aigua, però no són peixos ”). A "Team Penguin", Killer Croc torna com a part de l'equip del Pingüí (que també consistia en el Firefly, Killer Moth i el Ragdoll). Killer Croc és derrotat quan Batman congela l'aigua en què es trobava. A "Rumors", Killer Croc i els seus marxots apareixen més tard com una de les víctimes captives del Rumor després que l'emboscessin a ell i als seus cabirols a la clandestinitat. A "The End of the Batman", Killer Croc, el Pingüí, el Ventriloquist i el Joker s'equipen per cometre un episodi de crim, ara que es troben sota la protecció del vigilant Wrath.

- Killer Croc apareix a l' episodi Batman: The Brave and the Bold, "La nit dels bats!", doblat per Stephen Root. Ell, Bane, the Blockbuster i Solomon Grundy intenten robar una gegantina estàtua d'or, només per ser detingut pel Captain Marvel vestit de Batman.
- Killer Croc apareix a Beware The Batman, doblat per Wade Williams i de nou amb accent Cajun. Croc aquí es considera que és un caníbal com el seu homòleg de còmics, proclamant que Batman "té gust de pollastre" després de mossegar-lo i haver amenaçat de menjar-ne Barbara Gordon. A "Animal", Killer Croc es representa com el fil conductor dins del centre penitenciari de Blackgate. Quan sent que la Clau és empresonat amb les dades d'un poderós codi informàtic que val la pena mil milions i el mateix Batman està empresonat al seu costat, ordena als seus homes que crein un motí dins de Blackgate per tractar-los amb ells mateixos. Killer Croc desafia a Batman a lluitar en un terreny subterrani, batent-lo brutalment en el procés. Batman s'ataca i ataca la pell més suau que hi ha sota Killer Croc, gairebé batent-lo a mort abans que Katana l'aturi. Batman, Katana i la clau escapen quan la policia va esclatar el motí. Es mostra que Killer Croc escapà a Blackgate a les clavegueres, declarant-les com la seva nova llar. A "Eleccions", Killer Croc posa una trampa per a Batman i Katana, atrapant-los en formigó al mig d'una pista de metro i patrullant per la zona per evitar qualsevol rescat. Barbara Gordon arriba a l'estació de metro per ajudar-los a entrar als ordinadors, com Oracle i tornar a dirigir les vies del tren per detenir-los fins que Alfred Pennyworth els pugui rescatar. Killer Croc atrapa a Barbara i gairebé se la menja abans que Batman i Katana no es desprenguin. Batman derrota a Killer Croc empenyent-lo a prop d'un tren proper, que llança Croc a prop d'una paret i el fa fora.
- Killer Croc va aparèixer a DC Super Hero Girls, doblat per Fred Tatasciore.
- Killer Croc apareixerà a la sèrie animada Harley Quinn de l'Univers DC .

### Cinema
- A 'Batman Returns, mentre que el propi Killer Croc no apareix, el Pingüí (interpretat per Danny Devito) presenta més en comú amb Killer Croc que el seu homòleg còmic, i s'ha descrit com una amalgama d'ambdós personatges.
- Killer Croc apareix al segment Batman: Gotham Knight "In Darkness Dwells". A diferència dels còmics, Croc no parla. Durant el segment, esmenta James Gordon que aquesta versió té por als ratpenats . En aquesta versió, Waylon Jones és un assassí canibal en sèrie. La llegenda urbana del segment és que va ser un nen nascut amb la hiperqueratosi epidermolítica del trastorn de la pell desfigurant i que la seva mare el va abandonar a les clavegueres de la ciutat de Gotham. Com a adult, fitxa les dents anteriors en punts per complimentar l'aspecte reptilià de la seva pell i es converteix en un artista de circ de monstres. Més endavant, ara anomenat Killer Croc, continua en una matriu que finalment el desembarca a l'Asil Arkham. Allà, els seus impulsos homicides s'intensifiquen durant el tractament pel Dr. Jonathan Crane mentre experimentava amb Killer Croc en el seu programa de teràpia d'aversió per por. Croc s'escapa d'Arkham i fuig a les clavegueres juntament amb Crane (ara conegut com a Espantaocells) i un grapat de interns d'Arkham escapats. Allà, Espantaocells va realitzar un altre experiment amb Croc injectant la seva toxina de por a parts del seu cos. Quan Espantaocells orquestra el segrest del cardenal O'Fallon, Croc s'infiltra a l'església i el porta a les clavegueres. Batman ve a investigar, però Croc l'emboscà, mossegant i infectant a Batman amb la toxina de por que travessa el propi cos de Croc. Després d'una dura batalla, Batman es queda amb Croc llançant-se una granada a la boca. Croc no es veu des de llavors.
- Killer Croc apareix a Son of Batman, doblat per Fred Tatasciore. En aquesta versió, utilitzava un mutagen genètic, que es coneixia com a esteroides, per augmentar les seves temibles habilitats que incloïen massa muscular addicional i una cua similar al cocodril. Guanya la mà superior en un moment, però és sotmesa gràcies a Talia al Ghul i és portat a Arkham Asylum, on la retirada del mutagen fa que el seu cos es desfaci lentament. Independentment, el personal d'Arkham es nega a tractar-lo a causa del risc personal per a la seva salut. Batman accepta salvar Killer Croc si renuncia a la ubicació del proveïdor de mutagens Kirk Langstrom. Killer Croc, al principi, es nega a parlar, però canvia d'opinió quan Batman l'obliga de manera senzilla a parlar desgranant-li la cua danyada.
- Killer Croc apareix a la pel·lícula d'animació Batman Unlimited: Animal Instincts, amb veu de John DiMaggio. Apareix com a membre de l'Animalitia del Pingüí , on es troba amb una mandíbula inferior metàl·lica.
- Killer Croc apareix a Batman Unlimited: Mechs vs. Mutants, amb DiMaggio que representa el seu paper. En algun moment abans de la pel·lícula, Killer Croc va assenyalar Bane a la GPD, fent que els dos desenvolupessin una rivalitat. Clayface, Bane i Chemo són alliberats de Arkham Asylum pel Mr. Freeze i el Pingüí . Killer Croc acaba la prova amb un sèrum que el converteix en un monstre Godzilla. Killer Croc és finalment derrotat per Batman i tornat a la seva mida original.
- Killer Croc apareix a The Lego Batman Movie, sent doblat per l'editor de la pel·lícula Matt Villa, que no estava acreditat per al paper. Es troba entre els dolents que ajuden al Joker a atacar la ciutat de Gotham. Killer Croc arrenca la bomba del Joker i en broma afirma que "va fer alguna cosa" (aquest comentari es devia a no fer res relatiu a la trama de Suicide Squad).
- Adewale Akinnuoye-Agbaje va interpretar Killer Croc al llargmetratge de 2016 Suicide Squad, convertint-lo en la primera aparició en directe de Killer Croc.[27] S'esmenta que va viure una vegada a Gotham i va lluitar contra Batman fins que va marxar a buscar algun lloc per pertànyer, finalment va ser conduït al canibalisme per l'abús que va patir a mans dels ciutadans de Gotham. Quan és reclutat a la Task Force X, inicialment és tan reticent com els altres, però finalment decideix treballar amb el coronel Rick Flag fins i tot després que Flag els doni la possibilitat de marxar, acompanyant un equip de submarinistes dels SEAL per recuperar una bomba que es va perdre a un túnel inundat per destruir a l'Enchantress. A la conclusió de la pel·lícula, Croc continua a la presó, però se li rebaixen deu anys de la seva condemna i se li proporciona begudes i un televisor amb BET a la seva cel·la, segons va demanar.

Killer Croc apareix a la pel·lícula Lego DC Còmics Super Heroes: The Flash, doblat per Nolan North. Es demostra que ha capturat Jimmy Olsen amb una màquina per fer-se una foto del seu "mal costat" fins que Superman i Plastic Man apareixen per salvar-lo. Plastic Man es converteix en un trencaclosques per aturar a Croc, però Superman aconsegueix que la seva capa sigui atrapada a la serra, enviant-lo volar a la màquina i enganxant-se a ella. Però llavors, Reverse-Flash ve a derrotar a Croc: atrapant-lo en la seva pròpia màquina i rescatant Olsen, convertint Croc en el segon dels molts vilans que Reverse-Flash capta per guanyar-se el cor dels ciutadans. Posteriorment, Croc apareix cap al final de la pel·lícula quan Reverse-Flash és portat a la presó, on es troba al darrere de Reverse-Flash i l'amenaça. No sembla res del seu disseny Lego Batman.

### Videojocs

#### Lego Batman
- Killer Croc apareix a Lego Batman: The Videogame com un personatge jugable amb efectes vocals proporcionats per Steven Blum.[28]Aquesta encarnació del personatge és en l'ocupació del Pingüí i posseeix superforça, un immunitat a les toxines i és capaç de submergir-se sota l'aigua. És el tercer cap del Capítol 2, "Pingüí enfortit". En la història del vilà, ell i el Pingüí es desplacen al voltant de Gotham Docks i els dos es dirigeixen a les clavegueres per rescatar Catwoman. Batman and Robin es troba amb ell i comença la lluita. Té 14 punts d'èxit, el màxim de tots els caps. Tanmateix, aquesta és una de les baralles més fàcils del cap, ja que el jugador només ha d'atacar-lo fins que s'esgoten els seus punts. Als cops 5, 7, i 11è entra a les toxines per llançar coses pesades a Batman i Robin. Quan és derrotat, li cau un fullet de Gotham Zoo proporcionant la idea que Batman i Robin necessiten i després es mouen barrots de la cel·la per ell, el bloqueig a. En l'escena final, se'l veu a l'Arkham Asylum mastegar en els seus barrots de la cel·la.
- Killer Croc apareix a Lego Batman 2: DC Super Heroes, doblat per Fred Tatasciore. Apareix com un cameig al nivell "Assignació d'asil" on és vist a una gàbia. Si el jugador activa una màquina que deixa caure gall dindi a la seva gàbia, se la menjarà. Realment no passa res quan el jugador l'ataca en mode de joc lliure. També apareix com una lluita de cap a les obres d'aigua i és un personatge desbloquejable. Aquí, se li mostra que parla en tercera persona, ja que abans de la lluita del seu cap li diu "Croc amb fam".
- Killer Croc apareix com un personatge jugable a Lego Batman 3: Beyond Gotham, amb Fred Tatasciore representant el seu paper ara en un accent Cajun, i ja no parla en tercera persona. Apareix com el primer cap, on roba un mapa de les clavegueres per tal que la Legió de Doom entri a la torre de guaita. És el quart membre de la Legió de Doom que va lluitar a la torre de guaita. Quan la Lliga de la Justícia arriba per detenir-los, va amb Solomon Grundy per lluitar contra Robin i Cyborg, però aquest últim activa el seu vestit gegant per derrotar-los als dos. Quan apareix Brainiac, els ajuda a anar a la seva nau. Després es queda enrere amb Firefly. Al final, és la seguretat de Lex Luthor quan es converteix en president, però ell i la resta dels vilans són portats a l'Asil Arkham. En comparació amb els dos jocs anteriors en què era una mini-figura, Croc es redissenya com una de les figures més importants del joc (que és assenyalat còmicament per Robin, que nota que és més gran que abans).
- Killer Croc apareixerà a Lego DC Super-Villains, amb Fred Tatasciore representant el seu paper.[29]

#### Batman Arkham
Killer Croc apareix a la sèrie Batman: Arkham, on ha estat doblat per Steven Blum a in Arkham Asylum, Arkham City, and Arkham Knight i VRi per Khary Payton a Arkham Origins.
- En la continuïtat de Batman: Arkham Asylum, Croc es retratat com físicament més gran que la majoria dels seus homòlegs de còmics, arribant fins a uns 11 peus d'alçada. És tancat a Arkham Asylum com a assassí caníbal, tot i que molts altres delictes inclouen atacs de violència i contraban de drogues il·legals. El personal de l'asil, que odia i tem el “monstre”, que s'anomena bé, només alimenta Killer Croc amb carcases d'animals un cop a la setmana i el limita a una claveguera no utilitzada, amb un electrificant coll de xoc per descoratjar els problemes. Aquest tancament solitari només ha aconseguit augmentar l'odi intens de Croc a la humanitat; un psiquiatre creu que ara veu la gent com res més que un aliment potencial. A més d'odiar a Batman, Croc manté una rancúnia amb Aaron Cash, després d'intentar menjar la guàrdia durant un intent de trencament, però només va aconseguir devorar la mà esquerra de Cash. Això va donar lloc a un desig constant de menjar la resta. Apareix a la primera part del joc, quan és transportat a les clavegueres i passa Batman escoltant un bromista recentment capturat. Jura matar i devorar Batman abans que rep un xoc i se'ls emporti. Més endavant a la història, Batman s'infiltra a l'antiga xarxa de clavegueram d'Arkham a la recerca del rar Venom s'arrela per un antídot per a la droga Titan que el Joker ha creat, només per trobar l'Espantaocells amenaçant amb desencadenar el seu temor gas al subministrament d'aigua de Gotham enviant-lo a les clavegueres. Killer Croc surt de l'aigua i ataca l'Espantaocells, i després es retorna quan Batman activa el collet de xoc a través de Batarang, agafant Espantaocells amb ell. Mentre busca la raça de Croc per les arrels, Killer Croc emboscà el jugador en diverses ocasions, només per ser fàcilment atordit en retirar-se cada cop en colpejar el coll de xoc amb batarangs. Va ser derrotat per última vegada mentre carrega sobre un pis inestable, que Batman destrueix amb explosius, enviant a Croc que es va endinsar. Després que Batman abandoni la seva grada, Croc crida que el trobarà. La mà de Killer Croc és una de les que apareixerà al final del joc (de vegades és la mà de Bane o la mà de l'Espantall) que agafa la caixa del Titan a la badia.
- En una aparició de cameig a Batman: Arkham City, després de sobreviure als incidents de Batman: Arkham Asylum, ara és empresonat als nous districtes d'encarcerament emmurallats coneguts com a Arkham City. Es revela al seu perfil que els guàrdies van intentar atreure'l a les clavegueres de l'Archham Asylum mitjançant peces de presos morts. No obstant això, aconsegueix escapar de les clavegueres d'Asil durant aquesta i el seu parador es desconegut. Durant el joc, Killer Croc es refugia a la xarxa de clavegueram com a laberint de Gotham, matant a altres interns que van al seu domini. Se'l presenta aquí com a molt més prim que la seva encarnació anterior, probablement a causa d'un subministrament inconsistent d'aliments. El jugador pot trobar Killer Croc en un ou de Pasqua sensible al temps després que Batman s'hagi trobat amb Ra's al Ghul a 'Wonder City' per primera vegada, però abans Batman surti de les clavegueres. Al fer servir el Batarang amb control remot per prémer un botó, Killer Croc irromp per la paret i diu a Batman que no serà benvingut. Killer Croc després fa olor a "mort" a Batman (com a conseqüència que el Joker infectés a Batman amb la seva pròpia malaltia que amenaçala vida) i decideix no molestar-se en intentar matar-lo. Killer Croc es retira a l'aigua, prometent després venir després del seu cadàver. Killer Croc també es pot veure al mapa de desafiaments de combat de l'iceberg Lounge mitjançant l'ús d'un Batarang controlat a distància. S'asseu a una taula amb el Pingüí, fumant un cigarro i prenent una copa, però no parla ni s'uneix als combats.
- A la preqüela Batman: Arkham Origins, apareix com un dels assassins contractats pel Joker (posant com a Black Mask). Apareix per primera vegada al centre penitenciari de Blackgate, ajudant el Senyor del Crim a destruir els seus homes empresonats i al comissari d'assassinat Gillian B. Loeb. Mentre s'escapa, s'enfronta a Batman i els dos lluiten als terrats de la presó. Batman derrota a Killer Croc i l'interroga, tot aprenent sobre els altres assassins enviats per matar-lo. Posteriorment topa amb Batman durant el segon atac a la presó, només per fugir a l'arribada del PDGP i ser tornat a presó preventiva. Aquest Croc més jove és significativament més petit que el seu retrat en els altres jocs i s'assembla més o menys a un humà (un incert Batman fins i tot es refereix a ell com un "cocodril en forma d'home"). El seu desig de la fama i la fortuna de ser l'assassí de Batman implica que la seva mutació encara no s'ha estès fins al punt que és més monstre que l'home.
- Killer Croc apareix a Batman: Arkham Knight. Al seu cameig, el seu disseny també es va actualitzar amb un cos més gran, punxes i una cua. Killer Croc apareix mentre Batman es troba sota els efectes de la por a la toxina de l'Espantaocells i al·lucina que ell és el Joker. Killer Croc es mostra dempeus al mig del Pingüí, Enigma i Two-Face. Joker-Batmobile deixa fora de combat a Killer Croc. També es menciona en el diàleg registrat per a matons a l'atzar que el nou aspecte físic espantós de l'Espantaocells és degut al fet que el seu rostre va resultar greument danyat per la seva trobada amb Killer Croc a l'Asil Arkham. Killer Croc també apareix al paquet DLC "Season of Infamy" de desembre a la missió lateral "Sota la superfície". Després dels esdeveniments de la ciutat d'Arkham va experimentar en el dirigible del centre penitenciari per sobre de la badia de Gotham pel Warden Ranken. Es descobreix que té capacitats regeneratives gràcies a la seva mutació, fins i tot poder recuperar les extremitats perdudes, però a costa d'una nova mutació. Durant els esdeveniments del joc, es trenca de la seva cel·la i destrueix el dirigible, fent que s'estavelli a prop del pont memorial. A continuació, Killer Croc fa fora els presoners i segresta Warden Ranken, exigint-li que reverteixi la mutació. És derrotat per Batman i Nightwing, i és portat a la seu central del GCPD, juntament amb els membres supervivents del personal de Iron Heights i els companys presoners a bord del dirigible. Ranken és empresonat en una cel·la contigua, i Batman jura que Warden Ranken es faci front a la justícia. El braç trencat de Killer Croc es col·loca més tard a la PCDD
- Killer Croc apareix com un personatge jugable del joc mòbil Batman: Arkham Underworld en la seva encarnació Arkham Asylum (però de Khary Payton amb el mateix estil que la seva encarnació Arkham Origins, estranyament). El tanc Croc, com el tanc, es desbloqueja després que el jugador el derroti en resposta a ell xocant en la seva gespa, després de la qual cosa es juga, utilitzant la seva increïble força i la seva armadura semblant per dominar el camp de batalla.
- Killer Croc fa una breu aparició a Batman: Arkham VR. Mata a Robin després que el Noi Meravelles sigui empresonat a les clavegueres.

#### Altres jocs
- Killer Croc fa aparició al videojoc rebut negativament Batman: Dark Tomorrow. Pel que sembla el Joker, l'ataca a Batman quan el Croat Emmascarat intenta rescatar el comissari Gordon del Joker.
- Killer Croc apareix en DC Universe Online en diverses ocasions, una de les primeres com a il·lusió evocada per l'Espantaocells. El personatge real també apareix al Far de Cape Carmine, on en un moment els jugadors heroics poden millor que ell i Deathstroke abans de ser autoritzats a continuar. Croc també pot formar aliances amb jugadors dolents, revelant que ha estat contractat per Carmine Falcone per assassinar Bane.
- Killer Croc fa una aparició de cameig a Injustice: Gods Among Us. Al nivell de l'Asil Arkham, si un dels personatges és llançat per la porta de la cel·la a la part dreta del segon nivell, seran atacats per Croc, el Pingüí, Dues Cares i Enigma abans de ser punxats per Croc al següent nivell de l'arena d'Arkham. També es troba als STAR Labs de Batman, on Batman ha de lluitar contra els presos que fugien de l'illa de Stryker abans que el jugador lluiti contra el vilà. També fa una aparició jugable en la versió mòbil, amb el seu vestit Arkham Asylum.
- Killer Croc fa aparició de cameig a Injustice 2. A l'etapa de Batcova, si un dels personatges es llança a través d'una paret del costat esquerre, es llancen a la claveguera i comencen a lluitar per l'aigua fins que són agafats per Croc, que els trenca contra les dues parets de maons abans de llançar-los. cap a la Batcova.

### Llibres
A la novel·la Batman: Knightfall and Beyond, basada en gran part en la història del còmic, es diu que Killer Croc va patir "un càncer de pell furiós " que va convertir les capes exteriors de la seva carn en una cobertura endurida quan era més jove. Escapa de l'Arkham Asylum quan Bane i els seus homes la destrueixen, alliberant la majoria dels enemics principals de Batman en el procés com a part d'un pla de Bane per enderrocar-lo abans que Bane el "trenqui". Batman després derrota a Croc en una lluita individual a les clavegueres, aixafant un cilindre de gas eliminat contra la part inferior del nas per inhabilitar-lo. Croc és arrestat i retingut a la presó de Blackgate amb els altres escapats d'Arkham fins que es pugui reconstruir l'asil.